# Richard Burns Rally
Richard Burns Rally (röviden RBR) egy raliszimulátor, amellyel játszhatunk PC-n, PS2-n és Xbox-on egyaránt. A játék a híres raliversenyző, Richard Burns nevét viseli.

## Versenyhelyszínek
Murva:
- Anglia
- Ausztrália
- USA
- Japán

Aszfalt:
- Franciaország

Hó:
- Finnország

## Versenyautók
A játékban nyolc autó közül választhatunk: 
- Subaru Impreza WRC 2003
- Subaru Impreza WRC 2000
- Toyota Corolla WRC
- Citroen Xsara WRC
- Peugeot 206 WRC
- Mitsubishi Lancer WRC
- Hyundai Accent WRC
- MG Super 1600

## Külső hivatkozások
- Hivatalos honlap
- Rallysimfans.hu
- RBR Cseh(Online küzdelmek)
- PC Dome ismertető
- Kiegészítések a játékhoz